# Dalechampia parvibracteata
Dalechampia parvibracteata är en törelväxtart som beskrevs av Joseph Lanjouw. Dalechampia parvibracteata ingår i släktet Dalechampia och familjen törelväxter. Inga underarter finns listade i Catalogue of Life.